# Accordatura

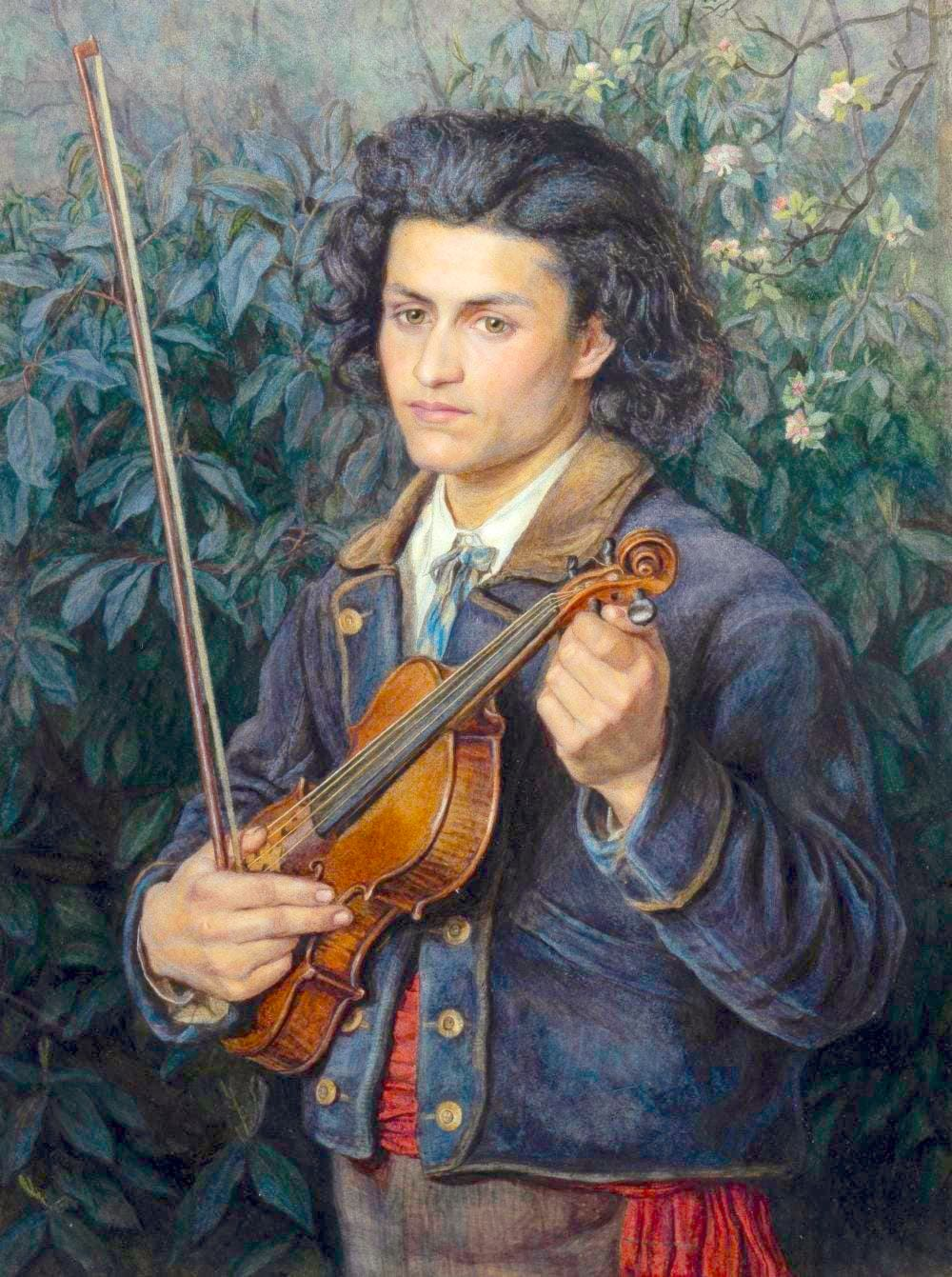
Accordatura di un violino

L'accordatura (dal lat. mediev. accordare «conciliare», der. di cor cordis sul modello del lat. concordare; sign. raccostato a corda ) è il processo di regolazione di uno strumento musicale, affinché risulti adeguatamente intonato come sistema a sé stante e con gli altri strumenti (coi quali dovrà suonare), rispetto al sistema di intonazione vigente o concordato.

## Descrizione
Il termine accordatura nasce (ovviamente) in riferimento agli strumenti a corda, poiché in ogni epoca son stati e sono tutt'oggi gli strumenti che necessitano (più spesso di altri) di una accordatura quasi continua; ma per questo motivo presentano anche la caratteristica vantaggiosa che possono essere regolati all'occasione (con facilità) dal musicista stesso, ampliando la scelta delle intonazioni possibili e dunque la capacità di accordarsi con vari altri strumenti o voci ad "intonazione fissa" (ad esempio, la fisarmonica, i fiati, l'organo, e altri). Tuttavia, comunemente si parla di accordatura, estendendo il concetto di "intonazione" anche a tutti gli altri strumenti senza corde.
Attualmente, nella musica di derivazione occidentale, l'intonazione prevalente è quella del temperamento equabile, ma fino al XIX secolo (ed in certi casi anche oggi) venivano usati altri sistemi: ad eccezione dell'accordatura basata sulla scala pitagorica, in uso nell'antichità e nel medioevo, gli intervalli non saranno quindi puri, ma stretti o larghi in funzione del temperamento secondo cui si accorda.

## Violini e archi
Nel violino (ad esempio), le quattro corde (Sol, Re, La, Mi) sono intonate ad intervalli di quinta giusta: dal Sol2 della quarta corda (la più grossa), al Re3 della terza, al La3 della seconda e infine al Mi4 della prima. Gli archi sono strumenti ad intonazione libera o con tastiera priva di tasti, per cui richiedono di accordare unicamente le corde vuote, e dove quelle suonate sulla tastiera, verranno trovate e interpretate via-via seguendo il gusto, l'orecchio e la capacità del musicista. Al contrario, gli strumenti a tastiera, come il pianoforte, necessitano l'accordatura di ogni singola nota e quella rimane per tutto il tempo. Negli strumenti dotati di tastatura non fissa (come il liuto o la viola da gamba), oltre all'accordatura delle corde vuote occorre talvolta verificare la posizione dei tasti sul manico. 
Il suono di riferimento per l'accordatura può essere un diapason o un accordatore elettronico; in orchestra, gli strumenti ad arco si accordano subito prima dell'esecuzione basandosi sul La emesso dall'oboe.

## Chitarra

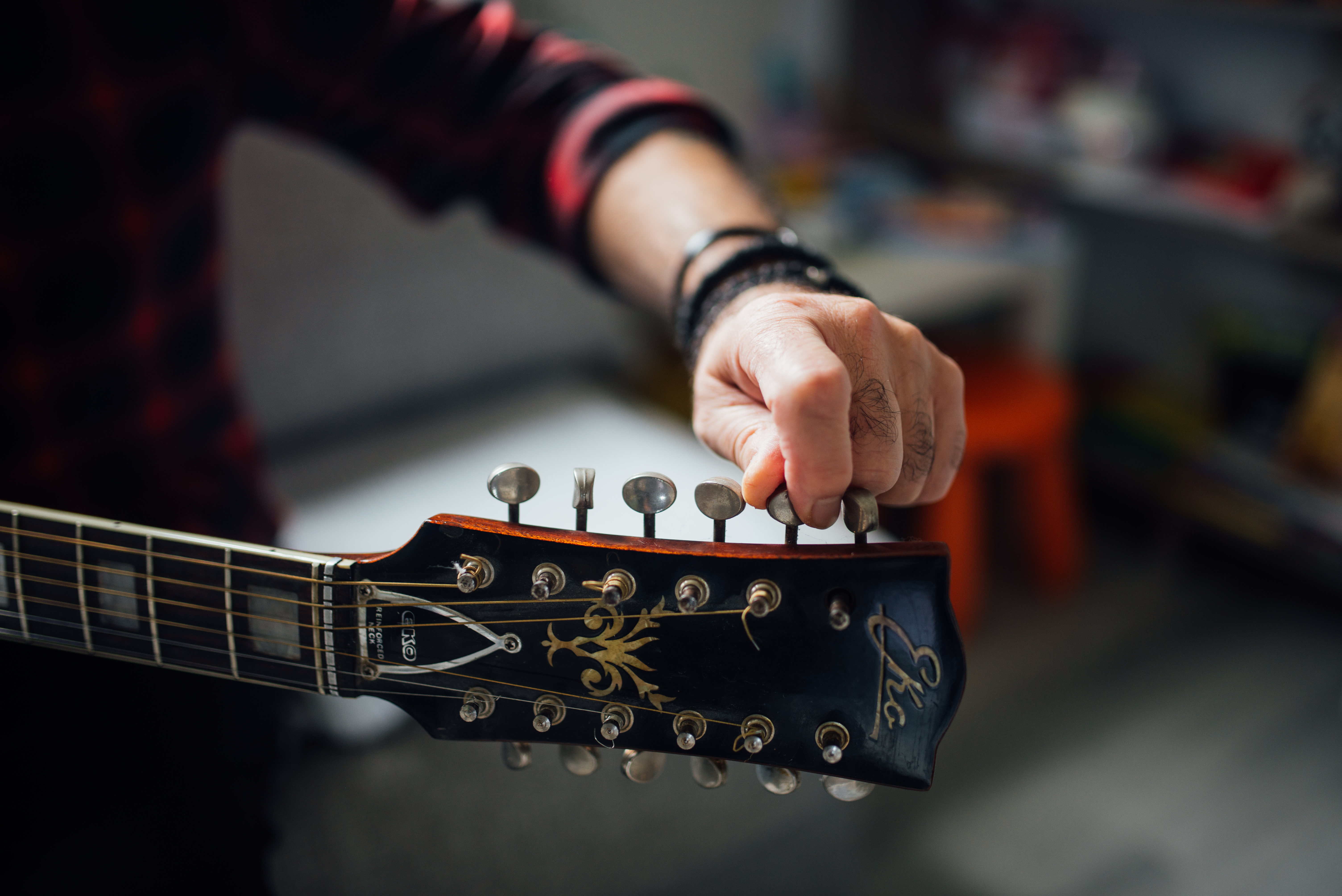
Accordatura di una chitarra a 12 corde

Il termine "chitarra" deriva molto probabilmente dai termini medievali qîtâra o quìtarà, col possibile significato di "tarata sulle quinte" (esattamente come il violino), che poi si sviluppò nella chitarra barocca. L'accordatura standard della chitarra moderna a 6 corde, è: Mi - La - Re - Sol - Si - Mi, partendo dalla corda più grande e dal suono più grave, alla corda più sottile dal suono più acuto (detta, Mi cantino). Per la chitarra basso a 4 corde, l'accordatura standard è: Mi - La - Re - Sol, ma una ottava più grave della chitarra. 
L'intonazione corretta dello strumento, rispetto a determinate frequenze più o meno standard (ad esempio, la nota La 440 Hz), si misura attraverso opportuni strumenti detti accordatori, e con quei modelli elettronici è possibile anche accordare tutte le corde ai valori voluti. Ogni corda può essere regolata, entro alcune tolleranze, alle "intonazioni" temperate o anche in altri modi, più consonanti e musicali; ma purtroppo, la tastiera, che è di dimensione predeterminata ad una divisione temperata, obbliga il musicista a fare una accordatura di compromesso. 

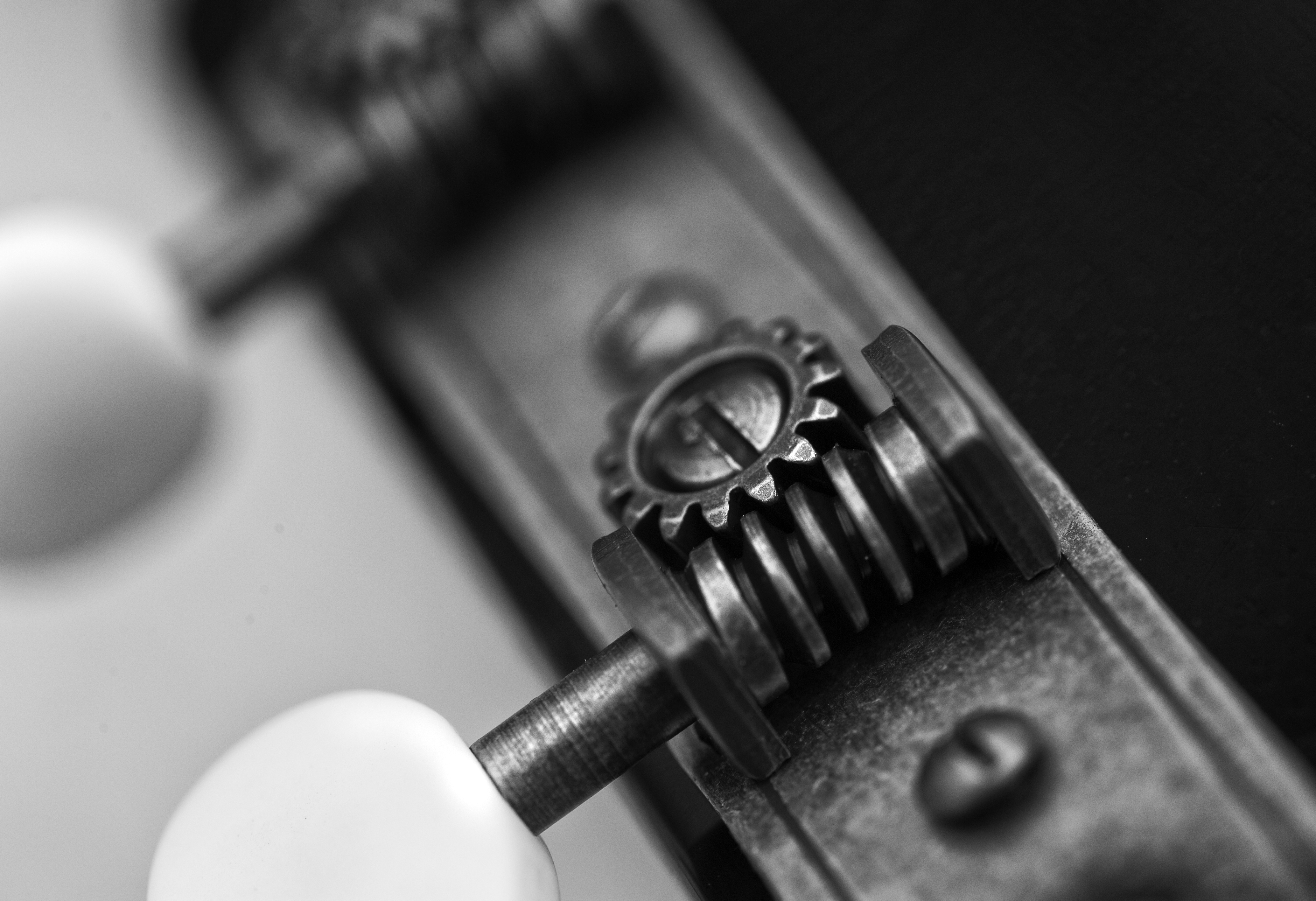
Registro della corda di una chitarra classica a 6 corde

Si può procedere ad accordare una chitarra anche "a orecchio"; infatti, suonando con il diapason un La si può accordare la corda La dello strumento per poi accordare le altre corde producendo un armonico sul 5º tasto della corda La da far corrispondere all'armonico prodotto sul 7º tasto della corda Re. Avendo accordato la corda Re si produce quindi un armonico sul suo 5º tasto e si fa corrispondere all'armonico prodotto sul 7º tasto della corda Sol, per accordare il Mi basso produrre l'armonico della corda La sul 7º tasto e farlo corrispondere all'armonico del suo 5º tasto. Nei bassi a 5 o 6 corde si continua allo stesso modo. Per accordare il Mi cantino sulla chitarra si deve produrre l'armonico al 7º tasto della corda La per farlo corrispondere al Mi cantino suonato a vuoto, per accordare il Si produrre l'armonico al 7º tasto della corda Mi basso per farlo corrispondere al Si suonato a vuoto. Si può accordare anche ad ottave usando il 12º tasto anziché il 5º. L'accordatura così ottenuta segue l'intonazione naturale per le corde a vuoto, mentre i tasti sono solitamente montati secondo il temperamento equabile.
Esistono diverse accordature per la chitarra, e gli esempi più noti sono quelle in Mi♭ e in Re: nella prima, l'accordatura standard Mi - La - Re - Sol - Si - Mi viene abbassata di un semitono, ottenendo Mi♭ - La♭ - Re♭ - Fa - Si♭ - Mi♭, oppure Re♯ - Sol♯ - Do♯ - Fa♯ - La♯ - Re♯, mentre nella seconda, l'accordatura standard viene abbassata di un tono, ottenendo Re - Sol - Do - Fa - La - Re. Queste accordature producono suoni più gravi, che la distorsione della chitarra elettrica rende particolarmente pesanti e violenti, ecco perché sono le due accordature più utilizzate dai gruppi metal (in particolare dai gruppi death metal). Ma l'accordatura in Re, non va confusa con l'accordatura Drop D, in cui è soltanto la sesta corda ad essere abbassata di un tono. 
Ci sono inoltre, molte accordature non convenzionali nelle quali la distanza tonale standard fra le corde libere (quella dell'accordatura Mi - La - Re - Sol - Si - Mi) non viene rispettata. Queste accordature vengono usate per ricreare effetti particolari, facilitare la formazione di accordi particolari e, soprattutto sulle chitarre a più manici, ricreare accordi suonando le corde vuote, detta «accordatura aperta».

### Accordature aperte
Le accordature aperte della chitarra sono impostazioni delle corde che, a vuoto, riproducono un accordo completo, solitamente un accordo maggiore o minore. Vengono utilizzate per le loro particolari sonorità e per semplificare l'esecuzione dei brani polifonici nelle esecuzioni solistiche o con piccoli gruppi.
Qui di seguito alcuni esempi di accordature aperte:
- Accordatura di do maggiore: CGCGCE
- Accordatura di re maggiore: DADF♯AD
- Accordatura di re minore: DADFAD
- Accordatura di mi maggiore: EBEG♯BE
- Accordatura di sol maggiore: DGDGBD

Esempio di come ottenere un'accordatura aperta in Sol maggiore:
- abbassare la 6ª corda a Re
- abbassare la 5ª corda a Sol
- 4ª corda normale
- 3ª corda normale
- 2ª corda normale
- abbassare la 1ª corda a Re

### Accordature modali
Le corde della chitarra con l'accordatura modale producono un accordo di quarta sospesa (1, 4 e 5 al posto di 1, 3 e 5).
Esempio (Re):
- abbassare la 6ª corda a Re
- la 5ª corda normale
- la 4ª corda normale
- la 3ª corda normale
- abbassare la 2ª corda a La
- abbassare la 1ª corda a Re

### Accordature alternative
Sono quelle accordature con impostazioni delle corde diverse dall'accordatura standard (EADGBE) ma che, a differenza delle accordature aperte, se suonate a vuoto non riproducono un accordo completo.
Vengono utilizzate per le loro particolari sonorità e per semplificare l'esecuzione dei brani polifonici nelle esecuzioni solistiche o con piccoli gruppi.
L'accordatura aperta più conosciuta e utilizzata è la DADGAD, utilizzata soprattutto nella musica celtica.
Qui di seguito alcuni esempi di accordature alternative:
- DADGAD
- dropped-D: DADF#BE
- dropped-G: DGDGBE
- double dropped-D: DADGBD

## Canne e fiati

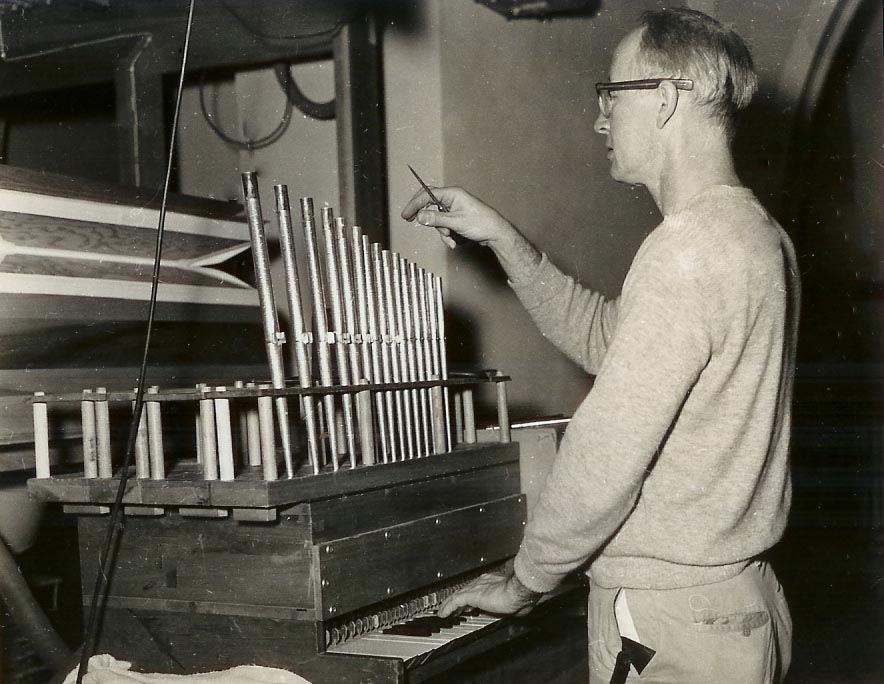
Regolazione di accordatura delle canne di un organo

Ad esempio, gli strumenti a canne (come l'organo) vengono regolati, intonati ed accordati durante la produzione-fabbricazione, ma per necessità possono essere ri-accordati più precisamente nel tempo, per vari motivi (umidità, dilatazione termica, ecc.) che provochino delle variazioni nell'altezza dei suoni; le canne dei registri ad ancia (ad esempio) si scordano frequentemente, per le vibrazioni stesse a cui è sottoposta ogni linguetta/ancia. 
Per gli strumenti a fiato (ad esempio) l'accordatura è solo una sorta di intonazione dello strumento, che consiste solamente in un (moderato) allungamento o accorciamento del tubo, in corrispondenza della giunzione fra la testata o l'imboccatura dello strumento e il corpo dello stesso. In questo modo si riesce ad adattare la nota fondamentale dello strumento, all'accordatura degli altri strumenti presenti (compensando l'effetto delle variazioni di temperatura, ecc.), ma non ad alterare gli intervalli fra le diverse note della scala: questi, tuttavia, possono essere corretti dal musicista, secondo le necessità, al momento dell'emissione della nota, agendo sull'imboccatura, sulla pressione dell'aria e su vari altri trucchetti (dove possibili).

## Pianoforte

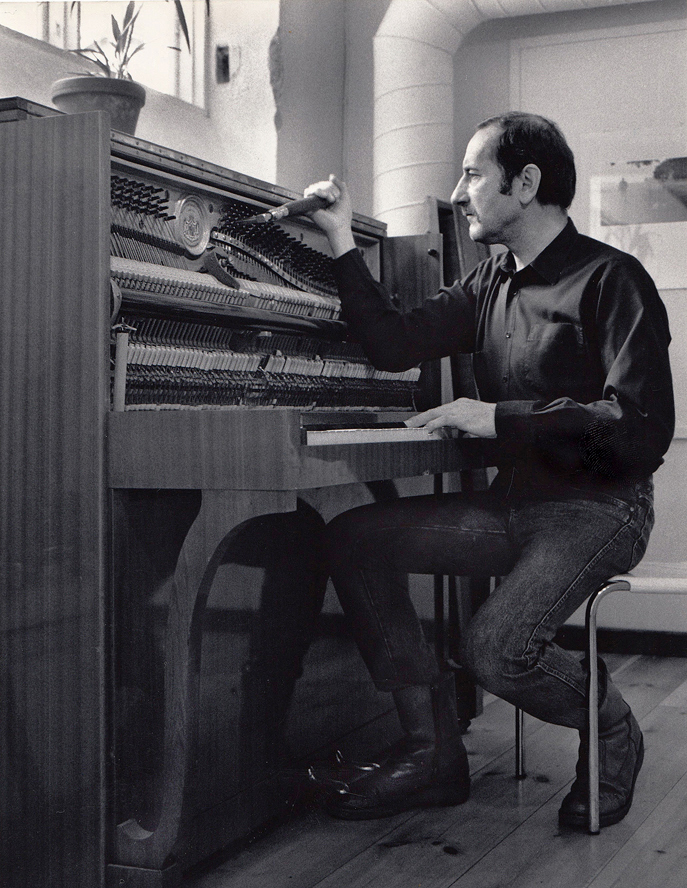
Accordatura di un pianoforte verticale

Il pianoforte mediamente è composto da più di 200 corde così suddivise: 
- corde singole - con anima in acciaio e rivestimento in rame nei primi 13 bassi, una corda per ogni tasto/martelletto (può variare a seconda del modello e della scelta del costruttore),
- corde doppie - con anima in acciaio e rivestimento in rame, solitamente fino al tasto numero 26 (due corde per ogni tasto/martelletto), e infine
- corde triple - tre corde in acciaio armonico "nudo" per ogni martelletto dal tasto 27 fino al tasto 88.[3]

Compito dell'accordatore è quello di regolare la tensione di tutte le corde, e quindi la frequenza di ognuna, secondo il metodo richiesto, ma dove l'accordatura maggiormente diffusa si basa sul temperamento equabile. Si comincia quindi dal La 440 hertz (o frequenze diverse a seconda della necessità) procedendo per ottave (senza battimenti), quarte (con battimento "scarso") e quinte (con battimento eccedente). Diversi metodi ugualmente validi prevedono l'avanzamento per ottave e terze. Il La centrale (440 Hz) dovrà quindi corrispondere al La inferiore, che andrà accordato esattamente a metà frequenza e cioè a 220 Hz, così come il La superiore sarà esattamente il doppio (880 Hz) e via dicendo. Inizialmente, il tecnico accordatore avrà necessità di ascoltare una singola corda per ogni tasto/martello (e non tre), dovrà quindi procedere con l'inserimento di una fascia di feltro nel comparto centrale della cordiera con lo scopo di smorzare la prima e la terza corda di ogni "coro". Successivamente potrà procedere alla regolazione della frequenza della corda tramite la rotazione della caviglia.
Un esperto tecnico accordatore è in grado di accordare un pianoforte totalmente "a orecchio" in un tempo di circa 1 ora e 30 minuti (ma dipende anche dal pianoforte e dal pianista che dovrà usarlo).
L'operazione sopra descritta di accordatura, non è da non confondere con l'intonazione del pianoforte, che invece riguarda il timbro sonoro, ovvero il "colore" della voce dello strumento, che è legata principalmente alla densità e alla forma dei martelletti.

## Galleria d'immagini

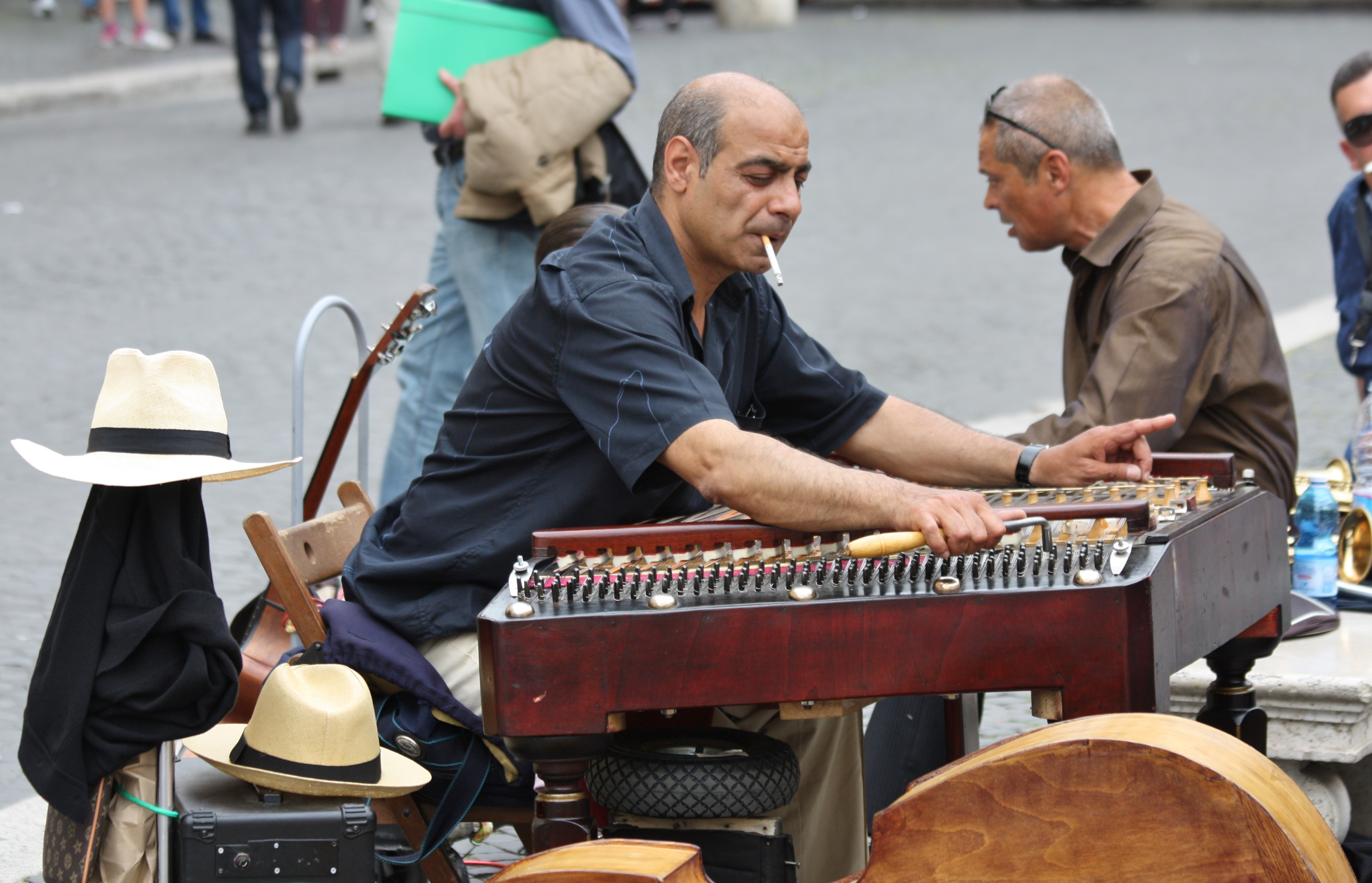
Accordatura pre-esibizione
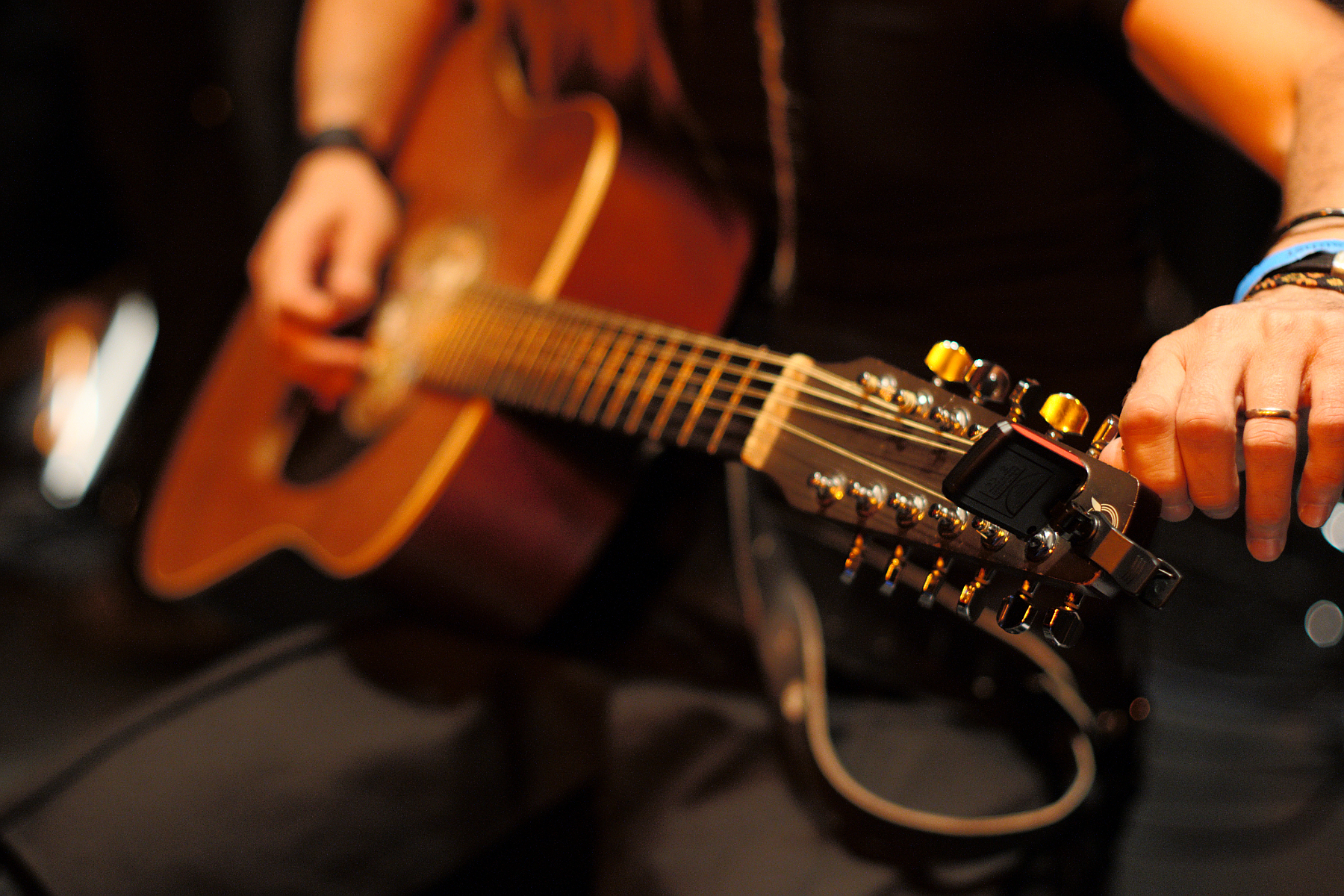
Accordatura chitarra acustica a 12 corde
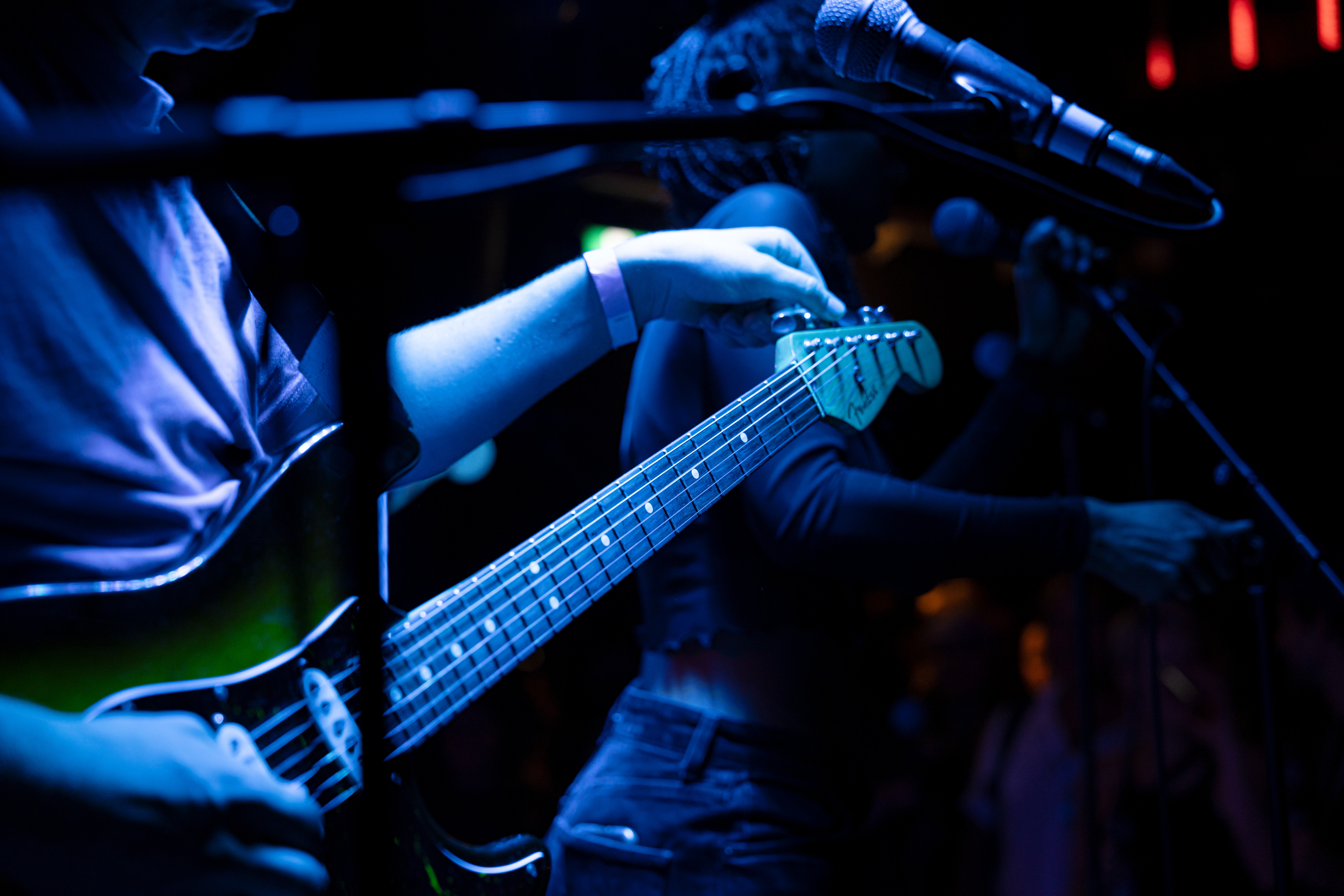
Accordatura della chitarra elettrica durante il concerto